# Division 1 1954-1955
La Division 1 1954-1955 è stata la 17ª edizione della massima serie del campionato francese di calcio, disputato tra il 22 agosto 1954 e il 22 maggio 1955 e concluso con la vittoria dello Stade Reims, al suo terzo titolo.
Capocannoniere del torneo è stato René Bliard (Stade Reims) con 30 reti.
Alla fine della stagione lo Stade Reims, squadra campione, partecipa alla sesta edizione della Coppa Latina, torneo che mette in competizione le squadre campioni di Francia, Italia, Portogallo e Spagna; il torneo viene disputato tra il 22 e il 26 giugno 1953 e vede curiosamente in finale le stesse squadre che si affronteranno l'anno seguente nella finale della prima edizione della Coppa dei Campioni.

## Classifica finale
|  | Pos. | Squadra             | Pt | G  | V  | N  | P  | GF | GS | MR    |
|  | ---- | ------------------- | -- | -- | -- | -- | -- | -- | -- | ----- |
|  | 1.   | Stade Reims         | 44 | 34 | 19 | 6  | 9  | 78 | 53 | 1,472 |
|  | 2.   | Tolosa              | 40 | 34 | 15 | 10 | 9  | 57 | 45 | 1,267 |
|  | 3.   | Lens                | 38 | 34 | 13 | 12 | 9  | 56 | 55 | 1,018 |
|  | 4.   | Strasburgo          | 37 | 34 | 15 | 7  | 12 | 74 | 55 | 1,345 |
|  | 5.   | Sochaux             | 36 | 34 | 15 | 6  | 13 | 64 | 53 | 1,208 |
|  | 6.   | Bordeaux            | 35 | 34 | 14 | 7  | 13 | 63 | 51 | 1,235 |
|  | 7.   | Saint-Étienne       | 35 | 34 | 15 | 5  | 14 | 58 | 51 | 1,137 |
|  | 8.   | RC France           | 34 | 34 | 13 | 8  | 13 | 62 | 57 | 1,088 |
|  | 9.   | Nizza               | 34 | 34 | 13 | 8  | 13 | 75 | 81 | 0,926 |
|  | 10.  | Olympique Marsiglia | 33 | 34 | 13 | 7  | 14 | 58 | 51 | 1,137 |
|  | 11.  | Nîmes               | 33 | 34 | 14 | 5  | 15 | 48 | 52 | 0,923 |
|  | 12.  | Olympique Lione     | 33 | 34 | 12 | 9  | 13 | 54 | 63 | 0,857 |
|  | 13.  | FC Nancy            | 32 | 34 | 12 | 8  | 14 | 59 | 54 | 1,093 |
|  | 14.  | Monaco              | 31 | 34 | 10 | 11 | 13 | 43 | 45 | 0,956 |
|  | 15.  | Metz                | 31 | 34 | 12 | 7  | 15 | 42 | 72 | 0,583 |
|  | 16.  | Lilla               | 30 | 34 | 11 | 8  | 15 | 61 | 58 | 1,052 |
|  | 17.  | AS Troyes-Sav.      | 30 | 34 | 12 | 6  | 16 | 48 | 66 | 0,727 |
|  | 18.  | Roubaix-Tourcoing   | 26 | 34 | 10 | 6  | 18 | 52 | 90 | 0,578 |

Legenda:
      Campione di Francia e ammessa alla Coppa dei Campioni 1955-1956
  Partecipa ai play-out.
      Retrocesse in Division 2 1955-1956.
Note:
Due punti a vittoria, uno a pareggio, zero a sconfitta.

## Spareggi

### Play-out
La squadra classificatasi al 16º posto incontra la 2ª classificata di Division 2.
|       | Risultati |        | Luogo e data           |
| ----- | --------- | ------ | ---------------------- |
| Lilla | 1-0       | Rennes | Reims, 5 giugno 1955   |
| Lilla | 6-1       | Rennes | Parigi, 11 giugno 1955 |
|       |           |        |                        |

## Percorso dei club nelle coppe europee
| Club        | Competizione | Risultato | Ultimo avversario |
| ----------- | ------------ | --------- | ----------------- |
| Stade Reims | Coppa Latina | 2º posto  | Real Madrid (0-2) |